# L'Âge de cristal (bande originale)
Pour les articles homonymes, voir L'Âge de cristal (homonymie).
Logan’s Run - Original Motion Picture Soundtrack, du compositeur américain Jerry Goldsmith, est la bande originale du film américain de science-fiction L'Âge de cristal de Michael Anderson, sorti en 1976. Elle a été distribuée en 1976 par MGM Records, en 1992 par Bay Cities et en 2002 par Film Score Monthly.

## Liste des titres Versions 1976 et 1992
Toute la musique est composée par Jerry Goldsmith.
| 1.    | The Dome                      | 2:07 |
| 2.    | On the Circuit                | 3:48 |
| 3.    | The Sun                       | 2:11 |
| 4.    | Flameout                      | 3:26 |
| 5.    | The Monument                  | 8:13 |
| 6.    | You're Renewed                | 2:50 |
| 7.    | Ice Sculpture                 | 3:35 |
| 8.    | Love Shop                     | 3:44 |
| 9.    | The Truth                     | 2:06 |
| 10.   | The Key/Intensive Care        | 4:00 |
| 11.   | End of the City               | 2:24 |
| 12.   | Love Theme from "Logan's Run" | 2:27 |
| 40:51 |                               |      |

## Liste des titres Version 2002
Toute la musique est composée par Jerry Goldsmith.
| 1.      | The Dome/The City/Nursery        | 3:05 |
| 2.      | Flameout                         | 3:23 |
| 3.      | Fatal Games                      | 2:26 |
| 4.      | On the Circuit                   | 3:49 |
| 5.      | The Assignment/Lost Years        | 5:59 |
| 6.      | She'll Do It/Let Me Help         | 2:41 |
| 7.      | Crazy Ideas                      | 2:38 |
| 8.      | A Little Muscle                  | 2:22 |
| 9.      | Terminated in Cathedral          | 1:28 |
| 10.     | Intensive Care                   | 3:00 |
| 11.     | Love Shop                        | 3:43 |
| 12.     | They're Watching/Doc is Dead     | 2:45 |
| 13.     | The Key/Box                      | 4:22 |
| 14.     | Ice Sculpture                    | 3:35 |
| 15.     | The Sun                          | 2:15 |
| 16.     | The Monument                     | 8:12 |
| 17.     | The Truth                        | 2:03 |
| 18.     | You're Renewed                   | 2:58 |
| 19.     | The Journey Back/The Beach       | 1:36 |
| 20.     | Return to the City/Apprehensions | 2:30 |
| 21.     | The Interrogation                | 3:58 |
| 22.     | End of the City                  | 2:23 |
| 23.     | Love Theme from "Logan's Run"    | 2:27 |
| 1:13:38 |                                  |      |